# Duchesse de Bourgogne
Duchesse de Bourgogne is een Belgisch bier. Het wordt gebrouwen door Brouwerij Verhaeghe te Vichte.

## Externe link

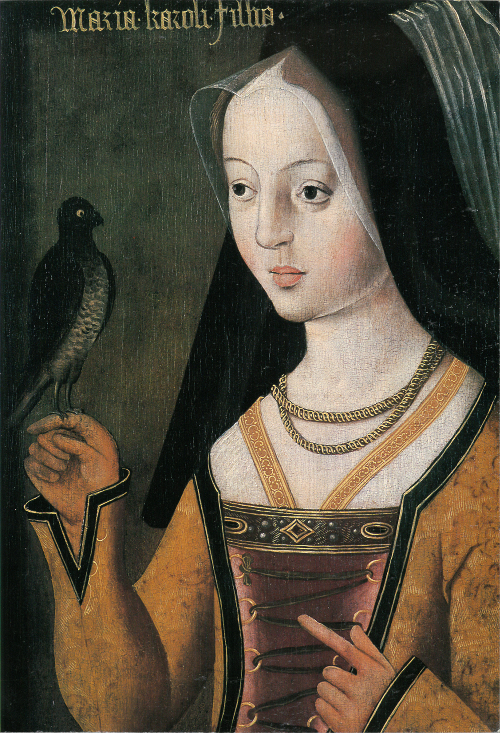
De afbeelding van Maria van Bourgondië die ook op het etiket wordt gebruikt.

## Achtergrond
Reeds sinds 1957 maakte brouwerij Verhaeghe Bourgogne des Flandres. Het recept was echter niet van hen en begin jaren ’90 werd het verkocht aan brouwerij John Martin. Brouwerij Verhaeghe besloot echter een ander bruin bier te maken met een gelijkaardige naam; vandaar “Duchesse de Bourgogne”. Duchesse de Bourgogne verwijst naar Maria van Bourgondië, echtgenote van Maximiliaan van Oostenrijk.

## Het bier
Duchesse de Bourgogne is een oud bruin, of correcter West-Vlaams roodbruin bier van hoge gisting met een alcoholpercentage van 6,2%. Het heeft een densiteit van 16° Plato. Na de hoofdgisting en een tweede lagering rijpt het bier nog gedurende 18 maanden op eiken vaten. Het eikenhout zorgt voor de fruitige smaak.
Duchesse de Bourgogne is een van de twee West-Vlaamse roodbruine bieren van brouwerij Verhaeghen die door het Vlaams Centrum voor Agro- en Visserijmarketing (VLAM) erkend zijn als streekproduct. (Het andere is Vichtenaar.)